# Збори Албанії
Парламент Албанії — однопалатні Збори Албанії (алб. Kuvendi i Shqipërisë), або з 1946 по 1991, в епоху Народної Соціалістичної Республіки Албанія Народні збори (алб. Kuvendi Popullor).
У Народних зборах 140 місць. 100 депутатів обираються за мажоритарною системою в одномандатних округах (у два тури), 40 — за партійними списками з 2,5-відсотковим бар'єром для партій і чотиривідсотковим бар'єром для партійних блоків. Термін повноважень депутатів — 4 роки.
Народні збори мають повноваження визначати внутрішню і зовнішню політику держави, затверджувати та змінювати Конституцію, оголошувати війну, ратифікувати й анулювати міжнародні угоди, обирати Президента Албанії, генерального прокурора і членів Верховного суду, контролювати діяльність державних радіо й телебачення, державного інформаційного агентства й інших офіційних інформаційних органів.

## Історія
Перший парламент Албанії створено у 1920 році в ході боротьби за незалежність країни й проти її розділення за Паризьким миром між Грецією, Італією та Югославією.
У 1928 парламент було розпущено, а Албанію проголошено королівством.
У 1944 році введено загальне виборче право. У 1945 році пройшли парламентські вибори, на яких 97,7% голосів отримав очолюваний комуністами Демократичний фронт (інші політичні сили не брали участі у виборах).
З 1945 до 1990 року в країні існувала однопартійна система. Єдиною партією була Комуністична партія Албанії (пізніше — Албанська партія праці).
У 1990 році ухвалено багатопартійну систему. З моменту її введення домінуючими партіями у політичній системі Албанії є консервативна Демократична партія Албанії та пост-комуністична Соціалістична партія Албанії.

## Парламентські вибори
Нинішній склад Народних зборів обрано 24 липня 2017 року:
- Соціалістична партія Албанії (Partia Socialiste e Shqipërisë, PS) — 74
- Демократична партія Албанії (Partia Demokratike e Shqipërisë, PD) — 43
- Республіканська партія Албанії (Partia Republikane e Shqipërisë, PR) — 11
- Соціал-демократична партія Албанії (Partia Socialdemokrate e Shqipërisë, PSD) — 7
- Соціалістичний рух за інтеграцію (Lëvizja Socialiste për Intigrim) — 5
- Нова демократична партія (Partia Demokrate e Re) — 4
- Екологічна аграрна партія (Partia Agrare Ambientaliste) — 4
- Демократичний альянс (Partia Aleanca Demokratike, PAD) — 3
- Партія єдності на захист прав людини (Partia Bashkimi për të Drejtat e Njeriut, PBDNJ) — 2
- Християнсько-демократична партія Албанії (Partia Demokristiane e Shqipërisë) — 2
- Партія соціал-демократії Албанії (Partia Demokracia Sociale e Shqiperise) — 2
- Ліберально-демократичний союз (Bashkimi Liberal Demokrat) — 1

## Результати попередніх виборів

### 29 червня1997
Разом 155 місць, в тому числі:
- Соціалістична партія Албанії (Partia Socialiste e Shqipërisë, PS) — 101 мандат (31.6%)
- Демократична партія Албанії (Partia Demokratike e Shqipërisë) — 27 мандатів (24.1%)
- Соціал-демократична партія Албанії (Partia Socialdemokrate e Shqipërisë, PSD) — 8

### 24 червня2001
- Соціалістична партія Албанії (Partia Socialiste e Shqipërisë, PS) — 41,5%
- Демократична партія Албанії (Partia Demokratike e Shqipërisë) й партнери у коаліції — 36,8%

### 3 липня2005
- Демократична партія Албанії (Partia Demokratike e Shqipërisë) — 44,1%
- Соціалістична партія Албанії (Partia Socialiste e Shqipërisë, PS) — 39,4%